# Waldzell
Waldzell ist eine Gemeinde in Oberösterreich im Bezirk Ried im Innkreis  im Innviertel mit 2299 Einwohnern (Stand 1. Jänner 2025). Die Gemeinde liegt im Gerichtsbezirk Ried im Innkreis.

## Geografie
Waldzell liegt an den Ausläufern des Hausruck- und Kobernaußerwaldes. Die hügelige Landschaft liegt zwischen 522 und 750 Meter Seehöhe. Der Norden wird durch die Waldzeller Ache und seine Nebenbäche entwässert, der Süden durch den Riedelbach (Schwemmbach) und den Rabenbach, die auch die Grenze im Südosten und Süden bilden. Die Ausdehnung beträgt von Nord nach Süd 11,1 und von West nach Ost 7,9 Kilometer. Die Gemeinde hat eine Fläche von vierzig Quadratkilometer. Davon sind 49 Prozent bewaldet und 45 Prozent werden landwirtschaftlich genutzt.

### Gemeindegliederung
Das Gemeindegebiet umfasst folgende Ortschaften (in Klammern Einwohnerzahl Stand 1. Jänner 2025):
- Bach (72)
- Baumgarten (28)
- Besendorf (44)
- Bleckenwegen (38) samt Mayrhof
- Brackenberg (86)
- Brandstatt (9)
- Brast (17)
- Breitwies (83)
- Dundeck (20)
- Edthelm (11)
- Födering (30)
- Gitthof (45)
- Hacksperr (73) samt Au
- Hartlberg (63)
- Höschmühl (23)
- Knechtsgern (55)
- Kohleck (77)
- Lerz (15)
- Maireck (58)
- Neffenedt (13)
- Nußbaum am Kobernaußer Walde (163) samt Haberpoint
- Reith (29)
- Roderer (51)
- Schratteneck (166) samt Ertlmoos, Schreimoos und Wies
- Schwendt (37)
- Straß (149)
- Waldzell (760) samt Steitzing
- Weißenbrunn (26)
- Wirglau (37)
- Wirmling (21) samt Mooseck

### Nachbargemeinden
| Lohnsburg am Kobernaußerwald |                                             | Schildorn                    |
|                              | Kompassrose, die auf Nachbargemeinden zeigt | Frankenburg am Hausruck (VB) |
| Pöndorf (VB)                 | Fornach (VB)                                | Redleiten (VB)               |

## Geschichte

### Ortsgeschichte
Der Fund eines Bronzearmrings aus der Hallstattzeit bezeugt, dass damals schon Menschen in dieser Gegend lebten. Aus der Zeit der römischen Besatzung wurden Münzen gefunden. Eine Besiedlungswelle dürfte im 5. nachchristlichen Jahrhundert von Nordosten her stattgefunden haben. Der Höhnhart (Kobernaußerwald) wurde 1007 von Kaiser Heinrich II. dem Bistum Bamberg geschenkt. Die ersten urkundlichen Erwähnungen stammen aus dem 13. Jahrhundert, wo „Celle“, beziehungsweise „Waldcelle“, bereits als Pfarre erwähnt wird. Im Jahr 1490 wurde die gotische Kirche gebaut, der Barockaltar 1683 von Thomas Schwanthaler errichtet.
Seit Gründung des Herzogtum Bayern war Waldzell bis 1779 bayrisch und kam nach dem Frieden von Teschen mit dem Innviertel (damals Innbaiern) zu Österreich. Während der Napoleonischen Kriege wieder kurz königlich-bayrisch, gehört er seit 1814 endgültig zum Kronland Österreich ob der Enns.
Nach dem Anschluss Österreichs an das Deutsche Reich am 13. März 1938 gehörte der Ort zum Gau Oberdonau. Nach 1945 erfolgte die Wiederherstellung Oberösterreichs.

## Kultur und Sehenswürdigkeiten

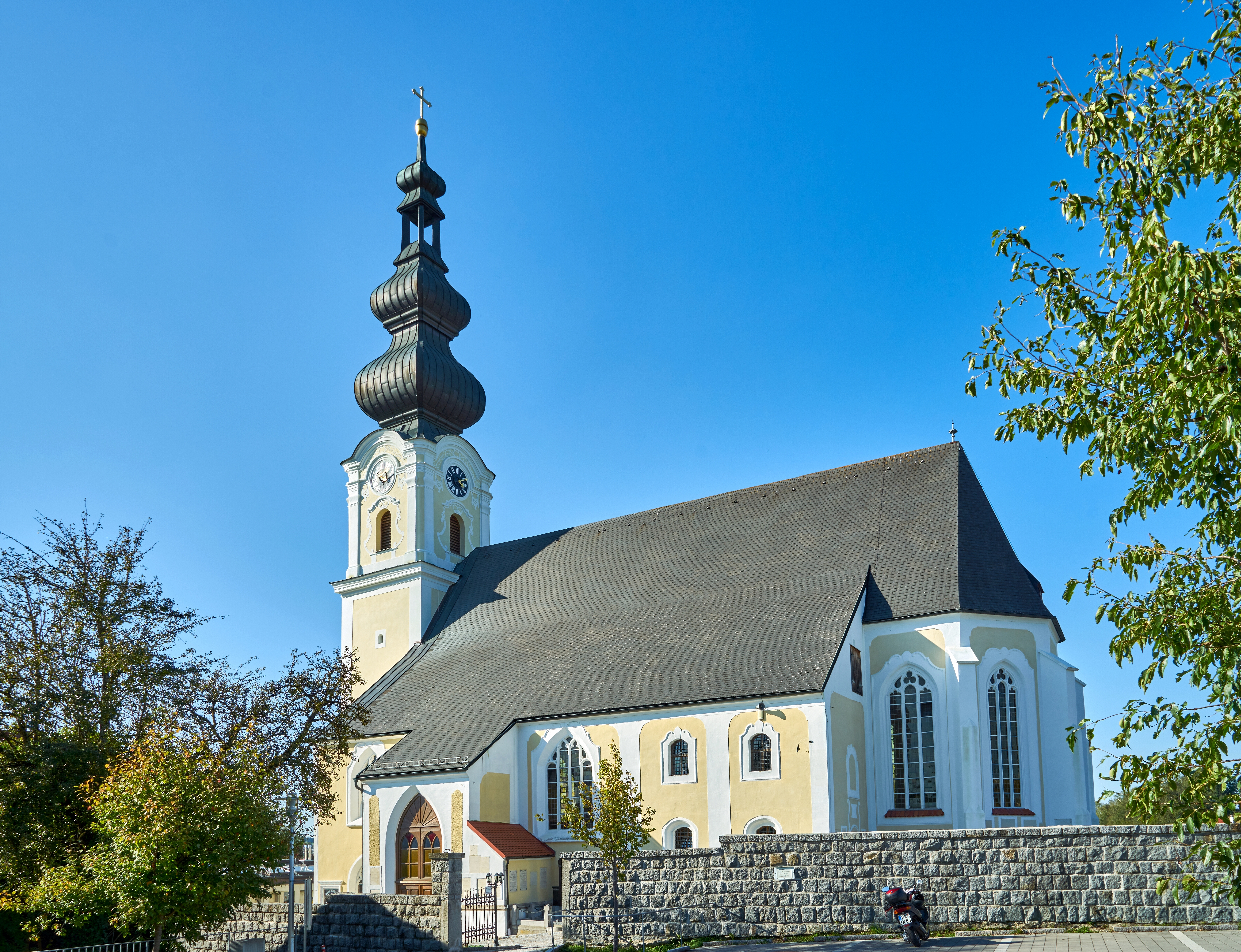
Pfarrkirche Waldzell

- Katholische Pfarrkirche Waldzell Mariä Himmelfahrt: Der gotische Kirchenbau mit Netzrippengewölben, wurde außen mit Stuckbändern barockisiert. Der Hochaltar wurde 1683 unter Verwendung der Statuen der hl. Maria, hl. Barbara und hl. Katharina vom ehemaligen gotischen Flügelaltar von Thomas Schwanthaler errichtet.
- Der historische Grenzstein, der bis 1779 die Grenze zwischen Bayern und Österreich markierte, trägt auf der bayerischen Seite die Gravur „LF“ für Landgericht Friedburg und auf der österreichischen Seite „GF“ für Grafschaft Frankenburg, ist aber leider schon stark verwittert.

## Wirtschaft und Infrastruktur

### Wirtschaftssektoren
Von den 140 landwirtschaftlichen Betrieben des Jahres 2010 waren 71 Haupterwerbsbauern. Diese bewirtschafteten siebzig Prozent der Flächen. Im Produktionssektor arbeiteten 118 der 186 Erwerbstätigen in der Bauwirtschaft. Die größten Arbeitgeber des Dienstleistungssektors waren die Bereiche soziale und öffentliche Dienste (105), Verkehr (56) und Handel (32 Mitarbeiter).
| Wirtschaftssektor            | Anzahl Betriebe | Anzahl Betriebe | Anzahl Betriebe | Erwerbstätige | Erwerbstätige | Erwerbstätige |
| Wirtschaftssektor            | 2021            | 2011            | 2001            | 2021          | 2011          | 2001          |
| ---------------------------- | --------------- | --------------- | --------------- | ------------- | ------------- | ------------- |
| Land- und Forstwirtschaft 1) | 83              | 140             | 179             | 88            | 96            | 125           |
| Produktion                   | 31              | 19              | 18              | 244           | 186           | 165           |
| Dienstleistung               | 86              | 76              | 47              | 356           | 231           | 259           |

1) Betriebe mit Fläche in den Jahren 2010 und 1999, Arbeitsstätten im Jahr 2021

### Arbeitsmarkt, Pendeln
Im Jahr 2011 lebten 1072 Erwerbstätige in Waldzell. Davon arbeiteten 344 in der Gemeinde, zwei Drittel pendelten aus.

## Politik
Der Gemeinderat hat 19 Mitglieder.
- Mit den Gemeinderats- und Bürgermeisterwahlen in Oberösterreich 1997 hatte der Gemeinderat folgende Verteilung: 11 ÖVP, 8 SPÖ, 5 FPÖ und 1 PUL. (25 Mandate)
- Mit den Gemeinderats- und Bürgermeisterwahlen in Oberösterreich 2003 hatte der Gemeinderat folgende Verteilung: 13 SPÖ, 9 ÖVP, 2 FPÖ und 1 PUL. (25 Mandate)
- Mit den Gemeinderats- und Bürgermeisterwahlen in Oberösterreich 2009 hatte der Gemeinderat folgende Verteilung: 10 ÖVP, 10 SPÖ, 4 FPÖ und 1 BZÖ. (25 Mandate)
- Mit den Gemeinderats- und Bürgermeisterwahlen in Oberösterreich 2015 hatte der Gemeinderat folgende Verteilung: 10 SPÖ, 9 ÖVP und 6 FPÖ. (25 Mandate)
- Mit den Gemeinderats- und Bürgermeisterwahlen in Oberösterreich 2021 hat der Gemeinderat folgende Verteilung: 9 ÖVP, 5 SPÖ, 4 FPÖ und 1 MFG. (19 Mandate)[11][12]

### Bürgermeister
Bürgermeister seit 1850 waren:
- 1850–1858 Josef Buttinger
- 1858–1861 Josef Auer
- 1861–1864 Michael Schatzl
- 1864–1867 Josef Buttinger
- 1867–1870 Anton Fischer
- 1870–1873 Josef Moser
- 1873–1876 Johann Seifried
- 1876–1879 Josef Gruber
- 1879–1894 Franz Buttinger
- 1894–1897 Georg Auer
- 1897–1900 Franz Auer
- 1900–1903 Johann Emprechtinger
- 1903–1906 Johann Strasser
- 1906–1909 Johann Emprechtinger
- 1909–1912 Johann Buttinger
- 1912–1919 Johann Emprechtinger
- 1919–1924 Jakob Seifried
- 1924–1929 Michael Strasser
- 1929–1938 Franz Hargassner
- 1938–1945 Josef Lechner
- 1945–1946 Franz Hargassner
- 1946–1949 Josef Hargassner
- 1949–1971 Michael Lang
- 1971–1979 Georg Salhofer
- 1979–1986 Heinrich Floß
- 1986–1991 Martin Erhart
- 1991–1997 Johann Schmid
- 1997–2021 Johann Jöchtl (SPÖ)
- seit 2021 Johannes Aigner (ÖVP)

### Wappen
Offizielle Beschreibung des Gemeindewappens, das 1969 verliehen wurde: Schräg geteilt; oben in Silber ein schräger, grüner, abgehauener Ast, unten in Grün eine goldene, heraldische Rose mit rotem Butzen und roten Kelchblättern.
Der abgehauene Ast stammt aus dem Wappen der Tannberger, die Besitzungen in Waldzell hatten. Die Rose steht für die Auszeichnung „schönstes Dorf Oberösterreichs“, die Waldzell mehrfach erhielt.
Die Gemeindefarben sind Rot-Weiß-Grün.

## Persönlichkeiten
- Franz-Paul Kröll sen (* 1818), Wundarzt
- Franz-Paul Kröll jun (* 1846), Wundarzt
- Jakob Mayr (1894–1971), Politiker und Schuldirektor
- Ferdinand Marschall (1924–2006), Fußballschiedsrichter
- Andreas Goldberger (* 1972), Skispringer